# Chapelle Saint-Félix du Château
La chapelle Saint-Félix du Château (Sant Feliu de Castellvell) est une chapelle romane en ruines située à Llo, dans le département français des Pyrénées-Orientales.

## Le site
La chapelle Saint-Félix se dresse sur un piton rocheux dominant de 400 m le haut plateau de Cerdagne, dans l'Est des Pyrénées. Ce site, nommé El Lladrer par l'IGN, est également connu pour être le lieu d'un habitat protohistorique des âges du Bronze et du Fer (site de Lo Lladre) et un château médiéval en ruines, le castell de Llo.
L'emplacement permet de voir toute la haute Cerdagne depuis la chapelle.

## Histoire
C'était la chapelle de l'ancien château de Llo, situé en contrebas près du bourg. Elle apparaît pour la première fois dans un document de 1259. Elle fut le siège d'un petit prieuré, occupé par un seul moine en 1260.

## Architecture
L'église est de petites dimensions, constituée d'une nef rectangulaire et d'une abside semi-circulaire. Elle est orientée à l'est, et l'entrée se situe sur la façade ouest, surmontée d'un clocher-mur avec une seule cloche, dont l'emplacement est occupé aujourd'hui par une statue. Les murs s'élevaient à une hauteur de 2,50 m.
L'arrangement des pierres en opus spicatum est caractéristique du XIe siècle.

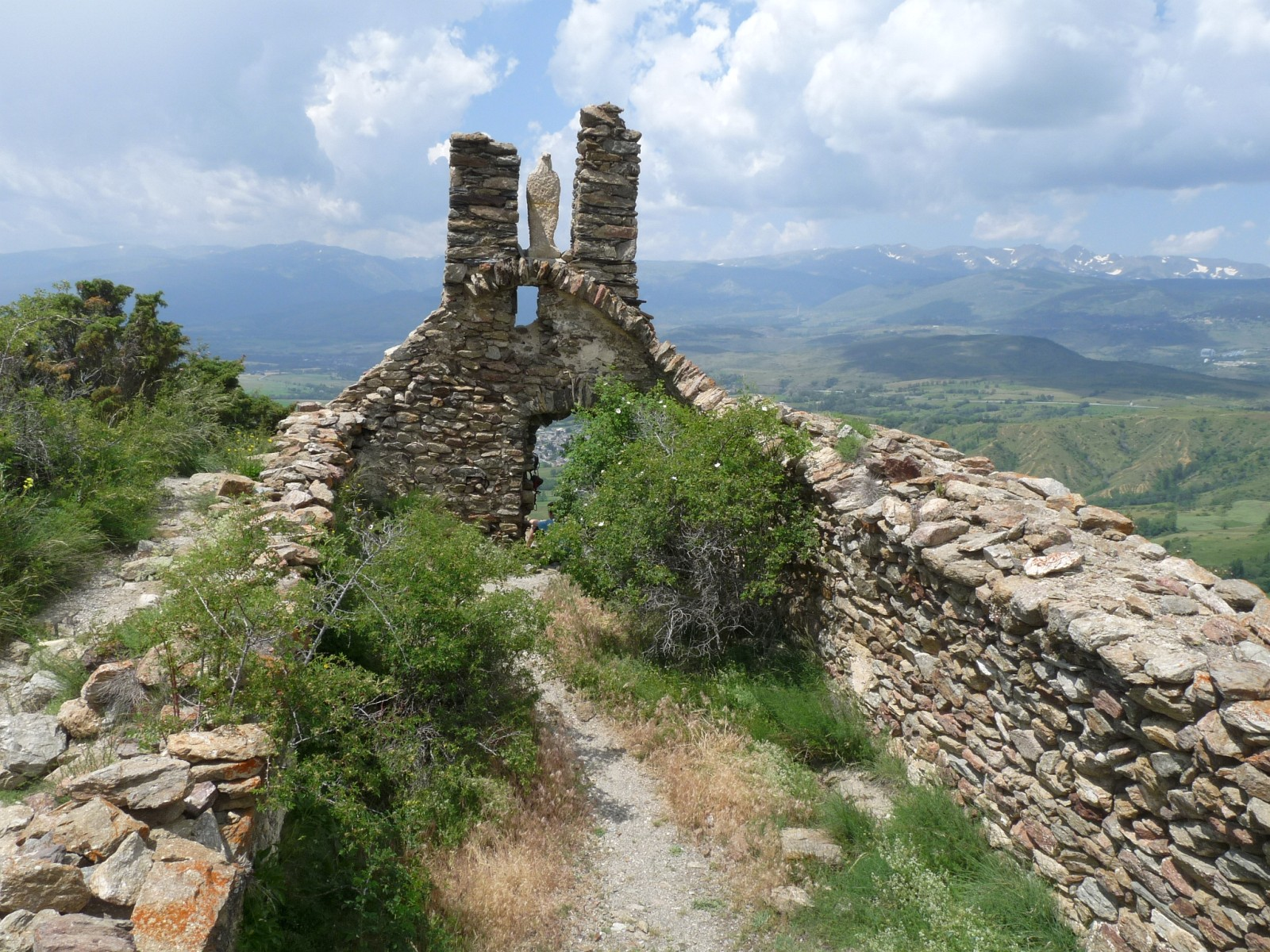
L'intérieur
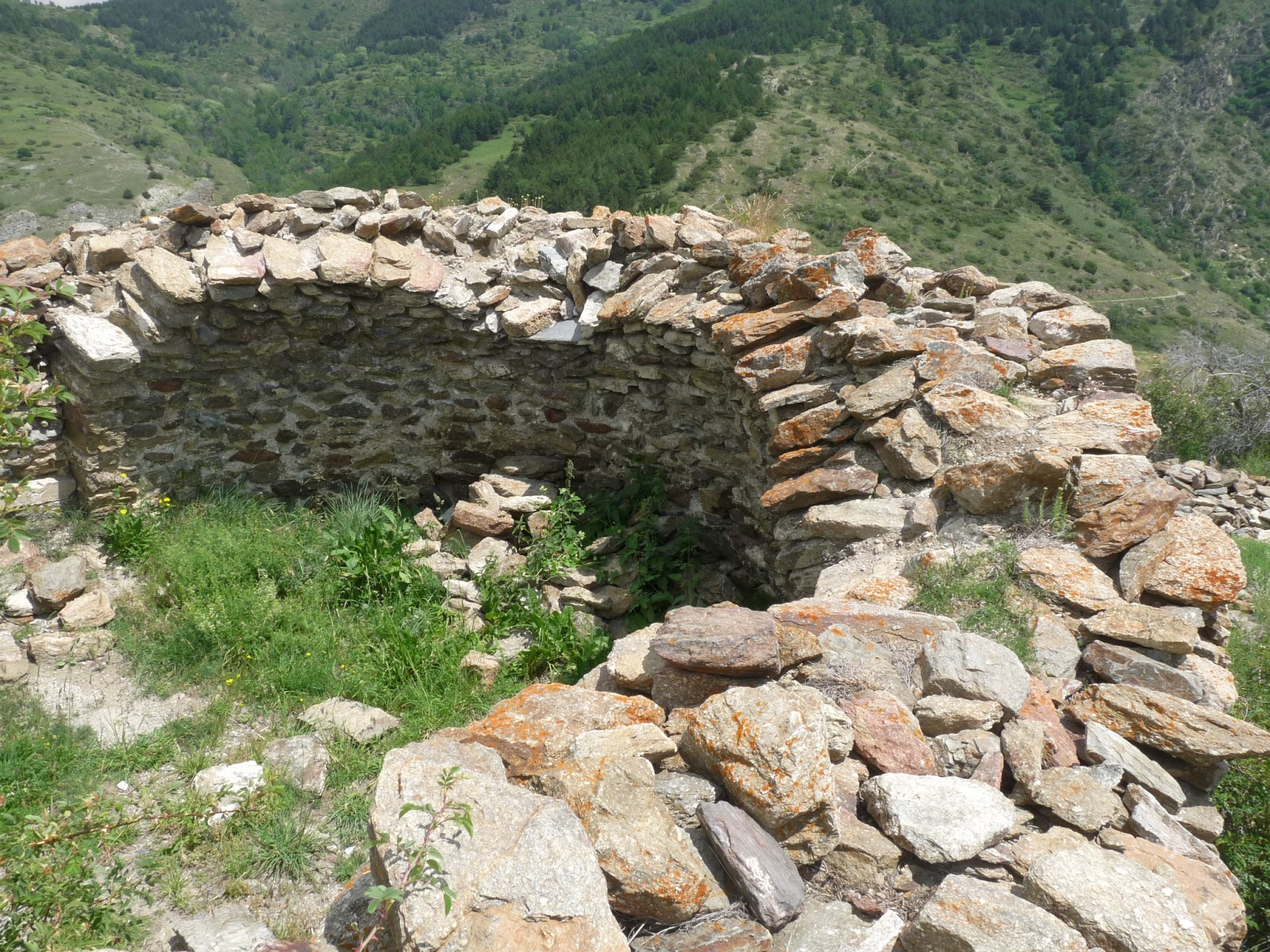
Le chevet
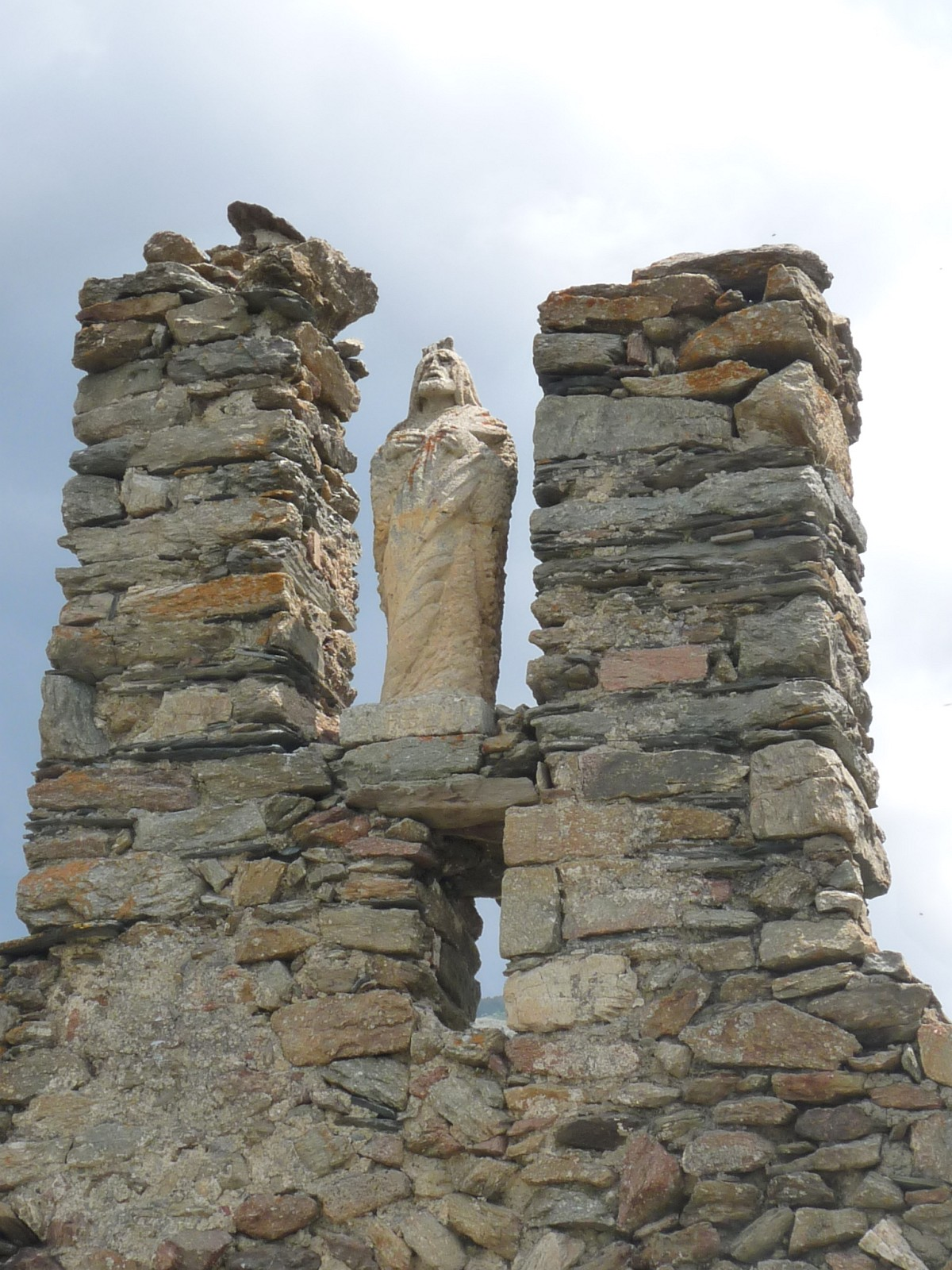
La façade avec une statue